# Coelorinchus radcliffei
Coelorinchus radcliffei är en fiskart som beskrevs av Gilbert och Hubbs 1920. Coelorinchus radcliffei ingår i släktet Coelorinchus och familjen skolästfiskar. Inga underarter finns listade i Catalogue of Life.